# Томас Джилбърт
Джозеф Томас Джилбърт (Гилбърт) (на английски: Joseph Thomas Gilbert) е английски морски офицер и изследовател.

## Изследователска дейност (1772 – 1788)
През 1772 – 1775 участва като лейтенант във второто околосветско плаване на Джеймс Кук.
През 1787 г. Англия организира първото изпращане на каторжници в Австралия в залива открит от Джеймс Кук Ботани Бей. Превозът се осъществява с два кораба „Шарлот“ и „Скарбъроу“, капитан на единия е Джозеф Томас Джилбърт, а на другия Джон Маршал (John Marshall). След като предават затворниците на първия губернатор на Нов Южен Уелс капитан Артър Филип, двата кораба поемат на север и откриват множество атоли и острови в островната група Джилбърт (Гилбъртови острови, сега част от Република Кирибати) и Маршаловите острови (кръстени по-късно на Джон Маршал).
На 27 май 1788 на изток от Нова Каледония двамата откриват необитаемия остров Матю (22°21′ ю. ш. 171°21′ и. д. / 22.35° ю. ш. 171.35° и. д.). От 18 до 22 юни откриват седем от 16-те острови и атоли в архипелага Гилбърт: атолите Аранука (18 юни, 15,5 км2, 0°10′ с. ш. 173°36′ и. д. / 0.166667° с. ш. 173.6° и. д.) и Абемама (18 юни, 27,8 км2, 0°24′ с. ш. 173°52′ и. д. / 0.4° с. ш. 173.866667° и. д.), остров Куриа (19 юни, 12,3 км2, 0°13′ с. ш. 173°25′ и. д. / 0.216667° с. ш. 173.416667° и. д.), атолите Маяна (20 юни, 15,9 км2, 0°56′ с. ш. 172°59′ и. д. / 0.933333° с. ш. 172.983333° и. д.), Тарава (21 юни, 31,9 км2, 1°26′ с. ш. 172°59′ и. д. / 1.433333° с. ш. 172.983333° и. д.), Абаянг (21 юни, 16 км2, 1°51′ с. ш. 172°57′ и. д. / 1.85° с. ш. 172.95° и. д.), Макин (22 юни, 6,7 км2, 3°23′ с. ш. 172°59′ и. д. / 3.383333° с. ш. 172.983333° и. д.) и Бутаритари (22 юни, вторично, 13,6 км2, 3°09′ с. ш. 172°50′ и. д. / 3.15° с. ш. 172.833333° и. д.). От 24 до 29 юни откриват 5 атола в Маршаловите о-ви: Нокс (24 юни, 0,9 км2, 5°54′ с. ш. 172°09′ и. д. / 5.9° с. ш. 172.15° и. д.), Мили (24 юни, 6,2 км2, 6°08′ с. ш. 171°55′ и. д. / 6.133333° с. ш. 171.916667° и. д.), Арно (25 юни, 5 км2, 7°05′ с. ш. 171°42′ и. д. / 7.083333° с. ш. 171.7° и. д.), Маджуро (26 юни, 3,8 км, 7°04′ с. ш. 171°16′ и. д. / 7.066667° с. ш. 171.266667° и. д.), Аур (27 юни, 2,2 км2, 8°12′ с. ш. 171°06′ и. д. / 8.2° с. ш. 171.1° и. д., Малоелап (27 юни, вторично), Ерикуб (28 юни, вторично) и Вотие (29 юни, вторично).

## Памет
Неговото име носи:
- архипелаг Гилбърт в Тихия океан, част от държавата Кирибати.

## Трудове
- Voyage from New South Wallis to Canton, London, 1789.